# Xentrix
Xentrix ( [ˈzɛntrɪks] ) — англійський треш-метал гурт з Престона, Ланкашир . Гурт був створений у 1984 році і називався тоді Sweet Vengeance.  У 1988 році гурт змінив назву на Xentrix . З 1984 по 1997 гурт випустив чотири альбоми: Shattered Existence (1989), For Whose Advantage? (1990), Kin (1992) і Scourge (1996), в 1997 році Xentrix розпалися . Після ненадовго возз’єднання в 2005–2006 роках Xentrix знову розпалися і відновили активну діяльність в 2013 році. Відтоді вони випустили ще два альбоми: Bury the Pain (2019) і Seven Words (2022). Будучи частиною андеґраундної метал-сцени кінця 1980-х і початку-середини 1990-х, Xentrix називають однією з «великої четвірки» англійського треш-металу разом із Acid Reign, Onslaught і Sabbat .

## Історія
З 1984 по 1988 роки Xentrix називалися Sweet Vengeance . .Група привернула увагу п'ятизірковим рейтингом від журналу Kerrang! , а Roadrunner Records зв’язалися з гуртом і запитали їх, чому їм не надіслали копію, і організували прослуховування з гуртом. Після прослуховування група підписала контракт з лейблом і влітку 1989 року записала свій перший альбом Shattered Existence . Гурт гастролював із Sabbat на підтримку альбому. 
У 1990 році гурт зіткнувся з невеликою суперечкою/розголосом навколо випуску кавер-версії пісні Рея Паркера-молодшого «Ghostbusters», в якій оригінальне оформлення синглу містило несанкціоноване використання логотипу «Мисливців за привидами» (привид cереднів пальцем і знаком V ) . Згодом сингл було перевидано з іншою обкладинкою. 
Гурт також досяг нових висот, коли виступав на розігріву гурту Testament із Bay Area у їхньому турі. Пізніше того ж року вони записали свій другий альбом For Whose Advantage? ,  який викликав ще більше інтересу до них та їхній перший музичний кліп на заголовний трек альбому. Xentrix їздили з туром із Skyclad, а також грали концерти з такими відомими групами, як Slayer і Sepultura .
У 1992 році гурт вирішив піти в інший від треш-металу напрям зі своїм новим альбомом Kin, додавший до своєї музики більш прогресивний павер-метал . Багато хто вважав, що це найбільша помилк гурту, незважаючи на схвалення критиків. Відео на пісню "The Order of Chaos" було знято та транслювалося на MTV, а для просування альбому Xentrix вирушив у тур із Tankard .
Після перерви та заміни Кріса Естлі на Саймона Гордона та Енді Радда на вокалі та ґітарі відповідно, Xentrix відродилися в 1996 році зі своїм четвертим альбомом Scourge . Гурт розпався незабаром після релізу, назвавши причиною падіння популярності на британській метал-сцені .
У 2005 році Xentrix оголосили, що вони возз’єднаються у своїму класичному складі на невелику кількість концертів. Навесні 2006 року вони зіграли кілька концертів у Великій Британії, включно з нещодавно возз’єднаними Onslaught і Evile . Незважаючи на позитивну реакцію на ці два шоу, у вересні Xentrix оголосили, що вони знову розпадаються .
4 лютого 2013 року на сторінці Evile у Facebook було оголошено, що возз’єднані Xentrix приєднаються до Kreator та Evile у турі з трьох концертів Великобританією наприкінці квітня . Спочатку це був повний склад Shattered Existence, але пізніше того ж року  басист Пол Маккензі покинув гурт і його замінив Кріс Ширс. 15 лютого гурт оголосив про роботу над новим матеріалом .
Деякі концерти продовжилися на початку 2014 року, а на фестивалі Up The Hammers 8 березня в Афінах, вони вперше зіграли нову пісню «World of Mouth» і включили її до свого сету на підтримку Overkill під час їх туру Великобританією, який розпочався в Лондоні 13 березня. У жовтні 2015 року Xentrix вирушив у шість турне по Великобританії з Acid Reign і Shrapnel. 
14 липня 2017 року стало, що Xentrix знову покинув з перший вокаліст гурту Кріс Естлі і його замінив Джей Волш. 
27 березня 2019 року Xentrix оголосили про новий альбом Bury the Pain, який став першим студійним альбомом за 23 роки . Альбом був випущений 7 червня 2019 року на Listenable Records .
У червні 2019 року в інтерв’ю Metal Crypt гітарист Крістіан Гавард розповів, що Xentrix уже почали писати продовження до Bury the Pain . Станом на березень 2021 року гурт написав і продемонстрував принаймні дванадцять пісень для свого нового альбому  і оголосив, що в серпні вони були в студії, де записували його . Альбом був завершений у червні 2022 року, а через місяць гурт оголосив і його назву — Seven Words і про те, що він вийде 11 листопада . Щоб популяризувати альбом, Xentrix (разом з Whiplash і Artillery ) розігрівали Vio-lence в європейському MTV Headbangers Ball Tour . Кріс Естлі замінив Джея Волша під час туру, оскільки Джей чекав на народження своєї другої дитини в листопаді 2022 року. З вересня 2023 року Xentrix почали працювати над новим матеріалом для свого наступного альбому. У листопаді того ж року гурт продовжив угоду з Listenable Records .

## Учасники
Поточний склад

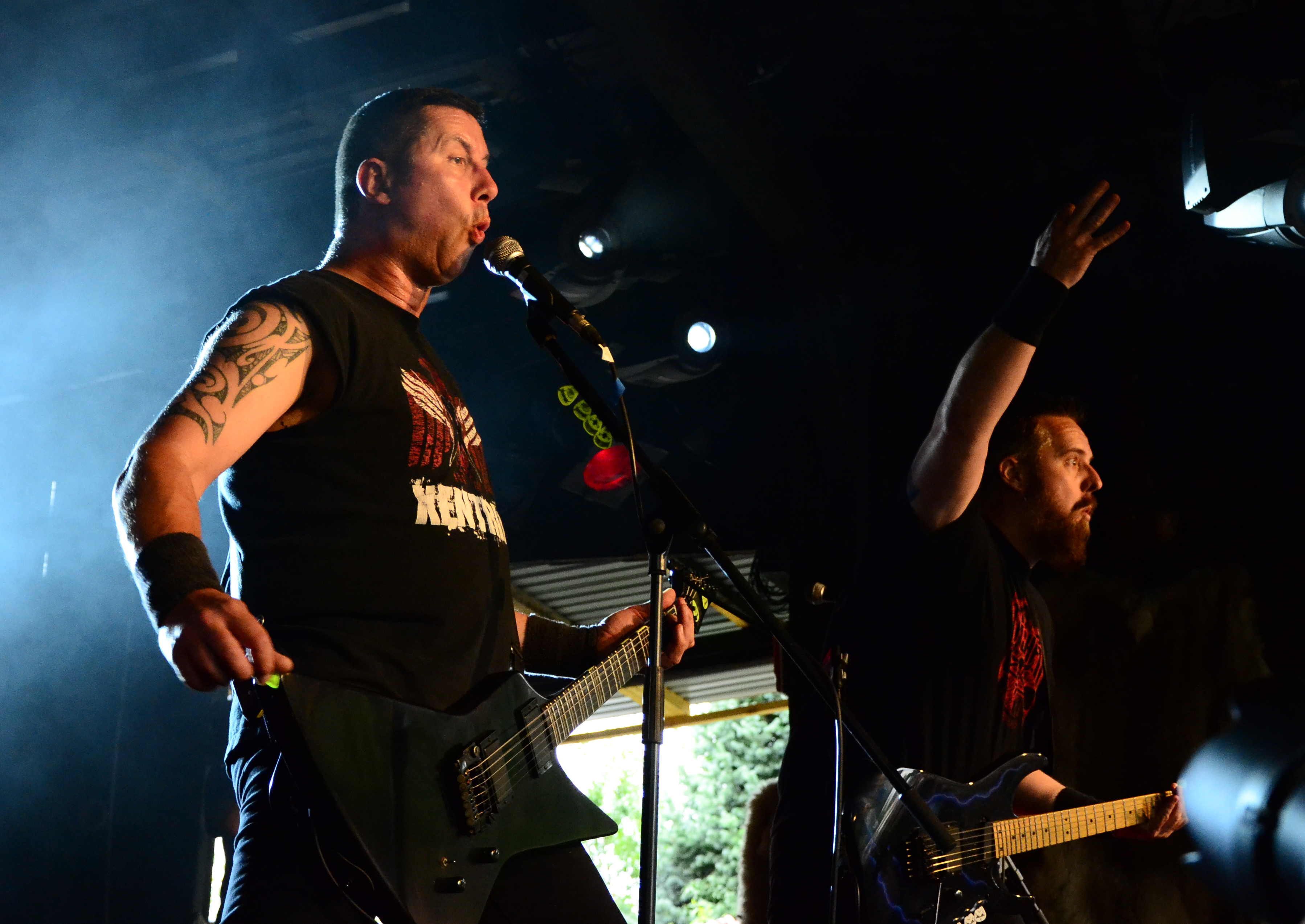
Xentrix у 2014 році

- Джей Волш — ритм-ґітара, вокал (2017–теперішній час)
- Крістіан Гавард — соло-ґітара (1988–1997, 2005–2006, 2013–дотепер)
- Кріс Ширс — бас (2013—теперішній час)
- Деніс Ґассер – ударні (1988–1997, 2005–2006, 2013–дотепер)

## Дискографія

### Студійні альбоми
- Shattered Existence[en] (1989)
- For Whose Advantage? (1990)
- Kin[en] (1992)
- Scourge[en] (1996)
- Bury the Pain[en] (2019)
- Seven Words[en] (2022)